# 佐藤琢治
佐藤 琢治（さとう たくじ、文久3年1月13日（1863年3月2日） - 1902年（明治35年）12月3日）は、日本の衆議院議員（立憲政友会）。ジャーナリスト。号・養花生、浩毅。

## 経歴
陸奥国登米郡登米（現在の宮城県登米市）で、仙台藩陪臣・佐藤弥右衛門の二男として生まれる。明治法律学校（現在の明治大学）で学ぶ。自由党に入党したため、保安条例で追放された。『新愛知』、『仙台自由新聞』、『民報』、『自由党党報』で記者を務めた。1892年（明治25年）、宮城県会議員に選出。
1898年（明治31年）、第6回衆議院議員総選挙に出馬し、当選を果たした。